# Remo nos Jogos Olímpicos de Verão de 2000
O remo nos Jogos Olímpicos de Verão de 2000 foi realizado em Sydney, na Austrália, com 14 eventos disputados. 
Steve Redgrave, da Grã-Bretanha, destacou-se ao conquistar sua quinta medalha de ouro consecutiva em Olimpíadas, a última no quatro sem. No skiff simples feminino a então campeã olímpica Ekaterina Karsten conquistou o bicampeonato ao superar Rumyana Neykova em um centésimo de segundo. A equipe da Grã-Bretanha, que não conseguia o ouro no oito com desde os Jogos Olímpicos de 1912, superou a Austrália na final por apenas oito décimos de segundo.

## Eventos do remo
Masculino: Skiff simples | Skiff duplo | Skiff duplo leve | Skiff quádruplo | Dois sem | Quatro sem | Quatro sem leve | Oito com 

Feminino: Skiff simples | Skiff duplo | Skiff duplo leve | Skiff quádruplo | Dois sem | Oito com

## Masculino

### Skiff simples masculino
| Pos. | País                | Atletas       | Tempo   |
| ---- | ------------------- | ------------- | ------- |
|      | Nova Zelândia (NZL) | Rob Waddell   | 6m48s90 |
|      | Suíça (SUI)         | Xeno Müller   | 6m50s55 |
|      | Alemanha (GER)      | Marcel Hacker | 6m50s83 |

### Skiff duplo masculino
| Pos. | País            | Atletas                           | Tempo   |
| ---- | --------------- | --------------------------------- | ------- |
|      | Eslovênia (SLO) | Luka Špik Iztok Čop               | 6m16s63 |
|      | Noruega (NOR)   | Olaf Tufte Fredrik Bekken         | 6m17s98 |
|      | Itália (ITA)    | Giovanni Calabrese Nicola Sartori | 6m20s49 |

### Skiff duplo leve masculino
| Pos. | País          | Atletas                        | Tempo   |
| ---- | ------------- | ------------------------------ | ------- |
|      | Polônia (POL) | Tomasz Kucharski Robert Sycz   | 6m21s75 |
|      | Itália (ITA)  | Elia Luini Leonardo Pettinari  | 6m23s47 |
|      | França (FRA)  | Pascal Touron Thibaud Chapelle | 6m24s85 |

### Skiff quádruplo masculino
| Pos. | País                | Atletas                                                              | Tempo   |
| ---- | ------------------- | -------------------------------------------------------------------- | ------- |
|      | Itália (ITA)        | Agostino Abbagnale Alessio Sartori Rossano Galtarossa Simone Raineri | 5m45s56 |
|      | Países Baixos (NED) | Jochem Verberne Dirk Lippits Diederik Simon Michiel Bartman          | 5m47s91 |
|      | Alemanha (GER)      | Marco Geisler Andreas Hajek Stephan Volkert Andre Willms             | 5m48s64 |

### Dois sem masculino
| Pos. | País                 | Atletas                                 | Tempo   |
| ---- | -------------------- | --------------------------------------- | ------- |
|      | França (FRA)         | Michel Andrieux Jean-Christophe Rolland | 6m32s97 |
|      | Estados Unidos (USA) | Ted Murphy Sebastian Bea                | 6m33s80 |
|      | Austrália (AUS)      | Matthew Long James Tomkins              | 6m34s26 |

### Quatro sem masculino
| Pos. | País               | Atletas                                                          | Tempo   |
| ---- | ------------------ | ---------------------------------------------------------------- | ------- |
|      | Grã-Bretanha (GBR) | James Cracknell Steve Redgrave Tim Foster Matthew Pinsent        | 5m56s24 |
|      | Itália (ITA)       | Walter Molea Riccardo Dei Rossi Lorenzo Carboncini Carlo Mornati | 5m56s62 |
|      | Austrália (AUS)    | James Stewart Ben Dodwell Geoffrey Stewart Bo Hanson             | 5m57s61 |

### Quatro sem leve masculino
| Pos. | País            | Atletas                                                           | Tempo   |
| ---- | --------------- | ----------------------------------------------------------------- | ------- |
|      | França (FRA)    | Laurent Porchier Jean-Christophe Bette Yves Hocde Xavier Dorfmann | 6m01s68 |
|      | Austrália (AUS) | Simon Burgess Anthony Edwards Darren Balmforth Robert Richards    | 6m02s09 |
|      | Dinamarca (DEN) | Søren Madsen Thomas Ebert Eskild Ebbesen Victor Feddersen         | 6m03s51 |

### Oito com masculino
| Pos. | País               | Atletas | Tempo   |
| ---- | ------------------ | --- | ------- |
|      | Grã-Bretanha (GBR) | Andrew Lindsay Ben Hunt-Davis Simon Dennis Louis Attrill Luka Grubor Kieran West Fred Scarlett Steve Trapmore Rowley Douglas                    | 5m33s08 |
|      | Austrália (AUS)    | Christian Ryan Alastair Gordon Nick Porzig Robert Jahrling Mike McKay Stuart Welch Daniel Burke Jaime Fernandez Brett Hayman                    | 5m33s88 |
|      | Croácia (CRO)      | Igor Francetić Tihomir Franković Tomislav Smoljanović Nikša Skelin Siniša Skelin Krešimir Čuljak Igor Boraska Branimir Vujević Silvijo Petriško | 5m34s85 |

## Feminino

### Skiff simples feminino
| Pos. | País               | Atletas                      | Tempo   |
| ---- | ------------------ | ---------------------------- | ------- |
|      | Bielorrússia (BLR) | Ekaterina Karsten            | 7m28s14 |
|      | Bulgária (BUL)     | Rumyana Neykova              | 7m28s15 |
|      | Alemanha (GER)     | Katrin Rutschow-Stomporowski | 7m28s99 |

### Skiff duplo feminino
| Pos. | País                | Atletas                                | Tempo   |
| ---- | ------------------- | -------------------------------------- | ------- |
|      | Alemanha (GER)      | Jana Thieme Kathrin Boron              | 6m55s44 |
|      | Países Baixos (NED) | Pieta van Dishoeck Eeke van Nes        | 7m00s36 |
|      | Lituânia (LTU)      | Birute Sakickiene Kristina Poplavskaja | 7m01s71 |

### Skiff duplo leve feminino
| Pos. | País                 | Atletas                          | Tempo   |
| ---- | -------------------- | -------------------------------- | ------- |
|      | Romênia (ROM)        | Angela Alupei Constanţa Burcica  | 7m02s64 |
|      | Alemanha (GER)       | Valerie Viehoff Claudia Blasberg | 7m02s95 |
|      | Estados Unidos (USA) | Christine Collins Sarah Garner   | 7m06s37 |

### Skiff quádruplo feminino
| Pos. | País               | Atletas                                                           | Tempo   |
| ---- | ------------------ | ----------------------------------------------------------------- | ------- |
|      | Alemanha (GER)     | Manja Kowalski Meike Evers Manuela Lutze Kerstin Kowalski         | 6m19s58 |
|      | Grã-Bretanha (GBR) | Guin Batten Gillian Anne Lindsay Katherine Grainger Miriam Batten | 6m21s64 |
|      | Rússia (RUS)       | Oksana Dorodnova Irina Fedotova Ioulia Levina Larisa Merk         | 6m21s65 |

### Dois sem feminino
| Pos. | País                 | Atletas                     | Tempo   |
| ---- | -------------------- | --------------------------- | ------- |
|      | Romênia (ROM)        | Georgeta Damian Doina Ignat | 7m11s00 |
|      | Austrália (AUS)      | Rachael Taylor Kate Slatter | 7m12s56 |
|      | Estados Unidos (USA) | Melissa Ryan Karen Kraft    | 7m13s00 |

### Oito com feminino
| Pos. | País                | Atletas | Tempo   |
| ---- | ------------------- | --- | ------- |
|      | Romênia (ROM)       | Georgeta Damian Viorica Susanu Ioana Olteanu Veronica Cochela Maria Magdalena Dumitrache Elisabeta Lipă Liliana Gafencu Doina Ignat Elena Georgescu | 6m06s44 |
|      | Países Baixos (NED) | Anneke Venema Carin ter Beek Nelleke Penninx Pieta van Dishoeck Eeke van Nes Tessa Appeldoorn Marieke Westerhof Elien Meijer Martijntje Quik        | 6m09s39 |
|      | Canadá (CAN)        | Heather McDermid Heather Davis Dorota Urbaniak Theresa Luke Emma Robinson Alison Korn Laryssa Biesenthal Buffy Alexander Lesley Thompson            | 6m11s58 |

## Quadro de medalhas do remo
| Ordem | País               | Medalha de ouro | Medalha de prata | Medalha de bronze | Total |
| ----- | ------------------ | --------------- | ---------------- | ----------------- | ----- |
| 1     | ROM Romênia        | 3               | 0                | 0                 | 3     |
| 2     | GER Alemanha       | 2               | 1                | 3                 | 6     |
| 3     | GBR Grã-Bretanha   | 2               | 1                | 0                 | 3     |
| 4     | FRA França         | 2               | 0                | 1                 | 3     |
| 5     | ITA Itália         | 1               | 2                | 1                 | 4     |
| 6     | BLR Bielorrússia   | 1               | 0                | 0                 | 1     |
| 6     | SLO Eslovênia      | 1               | 0                | 0                 | 1     |
| 6     | NZL Nova Zelândia  | 1               | 0                | 0                 | 1     |
| 6     | POL Polônia        | 1               | 0                | 0                 | 1     |
| 10    | AUS Austrália      | 0               | 3                | 2                 | 5     |
| 11    | NED Países Baixos  | 0               | 3                | 0                 | 3     |
| 12    | USA Estados Unidos | 0               | 1                | 2                 | 3     |
| 13    | BUL Bulgária       | 0               | 1                | 0                 | 1     |
| 13    | NOR Noruega        | 0               | 1                | 0                 | 1     |
| 13    | SUI Suíça          | 0               | 1                | 0                 | 1     |
| 16    | CRO Croácia        | 0               | 0                | 1                 | 1     |
| 16    | DEN Dinamarca      | 0               | 0                | 1                 | 1     |
| 16    | LTU Lituânia       | 0               | 0                | 1                 | 1     |
| 16    | RUS Rússia         | 0               | 0                | 1                 | 1     |